# Faedo Valtellino
Faedo Valtellino là một đô thị ở tỉnh Sondrio trong vùng Lombardia của Italia, có vị trí khoảng 90 km về phía đông bắc của Milano và khoảng 3 km về phía đông nam của Sondrio. Tại thời điểm ngày 31 tháng 12 năm 2004, đô thị này có dân số 553 người và diện tích là 4,8 km².
Faedo Valtellino giáp các đô thị: Albosaggia, Montagna in Valtellina, Piateda, Sondrio.